# 山内豊功
山内 豊功（やまうち とよこと、1940年〈昭和15年〉10月13日 - ）は、日本の神職・実業家。土佐山内氏第19代目の当主。

## 概要・経歴
山内家第18代当主・山内豊秋の長男。
山内神社宮司や山内興業社長を務める。

## 系譜
- 父：山内豊秋
- 妻：山内正子（旧姓：大島） - 大島正光次女[3]
- 長男：山内豊浩（1978年 - ）
- 次男：山内豊直（1979年 - ）